# Idioma rumano
El rumano (autoglotónimo: limba română, IPA ['limba ro'mɨnə]ⓘ) es una lengua indoeuropea que pertenece a la rama oriental de las lenguas romances, siendo en la actualidad la quinta lengua romance más hablada del mundo después del español, el portugués, el francés y el italiano. Dentro de la Unión Europea, de la que es lengua oficial, ocupa el cuarto puesto entre las lenguas romances y el séptimo en general.
Por motivos de diferenciación tipológica, la lengua rumana en lingüística a veces también es llamada «dacorrumano». Anteriormente, por motivos políticos, las autoridades de Moldavia usaban la denominación moldavo (actualmente usada en el Estado no reconocido de Transnistria) para referirse a la lengua rumana que hablan allí, aunque se consideran variantes del mismo idioma, siendo el acento la diferencia más relevante.
La lengua rumana es hablada aproximadamente por 28 millones de personas, de las cuales más de 19 millones viven en Rumanía, donde es la única lengua oficial y, además, conforme a los datos de 2002, materna para el 90 % de población. 
Sin contar los países mencionados anteriormente, también es uno de los seis idiomas oficiales en la provincia autónoma serbia de Voivodina. Es uno de los idiomas oficiales de la Unión Europea y, además, se habla en las comunidades de emigrantes rumanos en Alemania, Estados Unidos, Francia, Israel, Rusia, Venezuela y, más recientemente, España e Italia (donde hay casi dos millones de hablantes del rumano), entre otros.

## Aspectos históricos, sociales y culturales

### Etimología
La denominación român proviene del latín RŌMĀNUS y es un semicultismo influido por su doblete culto roman; el resultado regular sin influencia culta habría sido rumân. En el siglo xvii empezó el proceso de diferenciación semántica entre ambas palabras: român conservó su significado etnolingüístico, mientras rumân lo cambió a 'gente ordinaria' y, después, a 'esclavo'. Sin embargo, es la palabra más antigua la que pasó a otros idiomas y resultó en palabras como rumano en español, roumain en francés, romeno y rumeno en italiano, Romanian en inglés, Rumänisch en alemán o rumuński en polaco.
El nombre dacoromân, es decir, 'dacorrumano', hace referencia a la antigua provincia romana de Dacia, cuyo territorio forma hoy una gran parte de Rumanía. Otras tres lenguas romances orientales hacen referencias parecidas: el macedorrumano a Macedonia, el meglenorrumano al valle del río Meglená (en Grecia) y el istrorrumano de la península croata de Istria.
Entre los años 1953 y 1964, debido a la reforma de la ortografía, el nombre de la lengua se escribía en rumano romînă. Entre 1964 y 1993 română y sus derivados fueron las únicas palabras rumanas que se escribían con la â en lugar de la î.

### Historia
El territorio rumano estuvo ocupado en la Antigüedad por los getas y los dacios, unos pueblos de lengua indoeuropea que fueron vencidos y conquistados por los romanos en el año 106 d. C., durante el reinado del emperador Trajano (98-117). Como consecuencia, la región se convirtió en la provincia romana de Dacia, que incluía lo que ahora es Oltenia, el Banato y Transilvania. Durante los siguientes 165 años la región se pobló intensivamente con colonos de la parte occidental del Imperio, especialmente de origen itálico. De esta forma, el latín vulgar se convirtió en la lengua de la administración y del comercio en la provincia. 
Se supone que durante este periodo la lengua dacia pudo haber influido el latín vulgar ya como adstrato o como sustrato. Como no se conservan testimonios escritos de esta lengua, se cree que pueden ser de origen dacio unas 160 palabras de etimología desconocida que el rumano comparte con el albanés; por ejemplo: mal ‘costa’, brânză ‘queso’ o brad ‘abeto’. 
Entre los años 271 y 275, la presión de los dacios libres (carpianos) y de los godos obligó al Imperio romano a retirarse de la Dacia y a establecerse al sur del Danubio. Algunos historiadores del Imperio austrohúngaro intentaron explicar que todos los protorrumanos habrían dejado su tierra para refugiarse al sur del Danubio, aunque la región estaba ocupada por los romanos y de todas maneras totalmente expuesta a los ataques de los bárbaros. Lo cierto es que no queda ninguna huella de la presencia de un semejante grupo de protorrumanos en esa región. El propósito de los historiadores imperiales era encontrar alguna justificación moral para la discriminación en contra de los rumanos que ellos practicaban en Transilvania. 
Debido a su aislamiento geográfico, el rumano fue probablemente la primera lengua que se escindió del tronco latino, lo que explica seguramente uno de sus rasgos más característicos: la conservación de un resto de declinación (aunque mientras el latín tenía seis casos, el rumano solo distingue tres: el nominativo/acusativo y el genitivo/dativo, además del vocativo).
Se cree que, aproximadamente entre el siglo viii y el siglo xii, el latín vulgar hablado en las provincias balcánicas del Imperio romano se escindió en cuatro lenguas: el dacorrumano (el moderno rumano), el arrumano, el meglenorrumano y el istrorrumano. Mientras que estas lenguas son muy similares en su estructura gramatical, difieren en su vocabulario, con influencias eslava en el rumano y griega en el arrumano.
Por su situación geográfica, el vocabulario básico del rumano apenas tiene palabras de origen germánico (tan características de las lenguas romances occidentales). Por el contrario, se vio influido por las lenguas eslavas —debido a la asimilación cultural y a la influencia de la Iglesia ortodoxa— y, en menor medida, por el griego, lengua del Imperio bizantino. Sin embargo, las palabras de origen eslavo tienden a convertirse en arcaísmos. Del turco, lengua del Imperio otomano, con el cual tuvieron que enfrentarse los estados medievales de Valaquia y Moldavia, solo hay algunos préstamos. Ni el idioma ni la religión de los turcos (el islam) consiguieron influir en los principados rumanos. En Transilvania, el rumano adoptó también palabras del húngaro y del alemán. La influencia de los idiomas francés e italiano ha sido también importante, sobre todo en la segunda mitad del siglo xix.
La primera muestra escrita de rumano data del siglo xvi. Se trata de una carta escrita en 1521 por el comerciante Neacșu de Câmpulung, en que advertía al alcalde de la ciudad de Brașov sobre una expedición militar de los turcos que se proponían atacar la ciudad. El documento está escrito en alfabeto cirílico, como era habitual en la época. El texto más antiguo escrito en rumano del que se tiene constancia es un catecismo protestante impreso en Sibiu (Transilvania) en 1544, del que no subsiste ningún ejemplar. Se conserva, en cambio, otro catecismo más tardío, publicado en Brașov en 1559, escrito todavía en caracteres cirílicos. La substitución del alfabeto cirílico por el alfabeto latino ocurrió por primera vez en un documento escrito por rumanos de Transilvania hacia el final del siglo xvi.
En la antigua República Socialista Soviética de Moldavia se escribía el rumano con una versión adaptada del alfabeto cirílico, que se mantuvo hasta 1989, cuando se volvió a instaurar la ortografía estándar basada en el alfabeto latino.

### Distribución geográfica
| materna | más del 3% | 1-3% | menos de 1% | n/a |

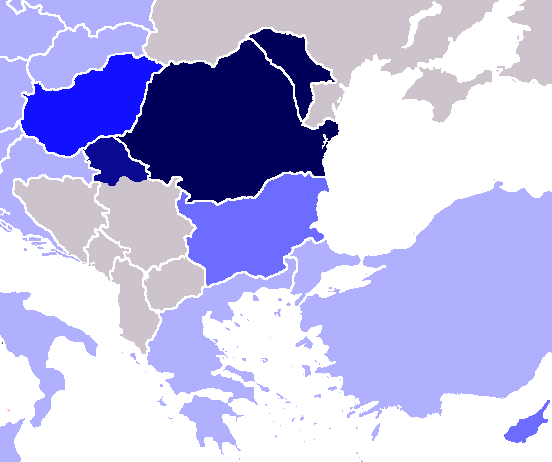
Conocimiento del rumano en el centro-sur de Europa

El rumano es la lengua oficial de dos países y una provincia autónoma, pero sus hablantes se encuentran también en otros territorios en Europa y América.

### El rumano como lengua materna
La mayoría —aproximadamente el 90 %— de los hablantes nativos de rumano viven en Rumania, donde este idioma es oficial. El 80 % de la población moldava también lo habla y la República de Moldavia es el segundo país que lo tiene como la lengua oficial. Por causa de las deportaciones masivas de los moldavos de la RSS de Moldavia, las minorías rumanófonas se encuentran en antiguas repúblicas socialistas de la Unión Soviética, incluso Kazajistán y Rusia. Muchos rumanos que habían decidido quedarse en las regiones perdidas por Rumania después de la Segunda Guerra Mundial también conservaron su lengua materna, formando las minorías en las actuales Ucrania (óblasts de Chernivtsi y Odesa) y Bulgaria (la ciudad de Vidin y Dobruja Meridional).
En Serbia, aunque existen dos comunidades de hablantes en Voivodina y Timok, solo los habitantes de la primera pueden usar su lengua materna en casos judiciales o administrativos. Además, los rumanohablantes del Valle de Timok son perseguidos por el Gobierno serbio y no son considerados como verdadera minoría lingüística y nacional. La minoría también persiste en la ciudad de Gyula, en Hungría.
El rumano también es hablado por los emigrantes en varios países, incluidos España (796 576 rumanos), Italia (entre 500 000 y un millón de rumanos), Israel (aproximadamente 250 000 hablantes, conforme al censo de 1995), entre otros.

### Dialectología
El rumano tiene seis dialectos principales:
- Dialecto valaquio
- Dialecto banato
- Variedades transilvanas del rumano

- Dialecto de Crișana
- Dialecto de Maramureș

- Moldavo (hablado en Moldavia, donde es lengua oficial, se considera una lengua separada del rumano por razones políticas)

Algunos consideran que las lenguas balcorrumanas habladas en los Balcanes son dialectos del rumano:
- Macedorrumano, también llamado «arrumano», se habla en Grecia, Macedonia del Norte, Bulgaria y Serbia.
- Meglenorrumano, también llamado «meglenita», se habla en el norte de Grecia.
- Istro-rumano, se habla en la zona actualmente croata de la península de Istria.

Sin embargo, varios lingüistas rumanos consideran que estas últimas variedades son lenguas aparte, ya que la que deriva el rumano es el dacorrumano.
Se piensa que el rumano nació al norte y al sur del Danubio. Las cuatro variedades descienden del latín. Esto pudo ser así hasta la llegada y los asentamientos de los eslavos al sur del río.[cita requerida]

## Descripción lingüística

### Fonología
El inventario consonántico del rumano está formado por los siguientes segmentos:
|             | Bilabial | Labio- dental | Dental | Post- alveolar | Velar | Glotal |
| ----------- | -------- | ------------- | ------ | -------------- | ----- | ------ |
| Nasal       | m        |               | n      |                |       |        |
| Oclusiva    | p b      |               | t d    |                | k ɡ   |        |
| Africada    |          |               | ʦ      | ʧ ʤ            |       |        |
| Fricativa   |          | f v           | s z    | ʃ ʒ            |       | h      |
| Vibrante    |          |               | r      |                |       |        |
| Aproximante |          |               | l      |                |       |        |

Existen siete vocales en oposición fonológica en rumano:
|         | anterior | central | posterior |
| ------- | -------- | ------- | --------- |
| Cerrada | i        | ɨ       | u         |
| Media   | e        | ə       | o         |
| Abierta |          | a       |           |

### Gramática

#### Sustantivo y adjetivo
Los nombres y adjetivos, en rumano, se flexionan indicando género, número y caso. Como en las demás lenguas románicas, el adjetivo concuerda en género y número con el nombre a que modifica. Su posición normal es después del nombre. Cuando lo precede, toma el artículo sufijado. 
Un profesor bun

'Un profesor bueno'
O casă bună

'Una casa buena'
Niște profesori buni

'Algunos profesores buenos'
Niște case bune

'Algunas casas buenas'
Género
El rumano tiene también los dos géneros comunes en las lenguas romances (masculino y femenino) y un tercero que en contextos generales muchas veces se llama «neutro» simbólico y que más precisamente se trata del género ambiguo: las palabras pertenecientes a este se usan como masculinos en singular y como femeninos en plural. No se trata, pues, del género neutro heredado del latín. En lo consecutivo, al mencionar «neutro», hay que entender en ello el género ambiguo.
La mayoría de las palabras que terminan en -ă son femeninas, mientras que los nombres con final consonántico son masculinos o ambiguos (neutros). Las palabras que terminan en -e suelen ser femeninas, aunque entre ellas hay también bastantes masculinos, como pește (‘pez’) y câine (‘perro’).
Algunas veces se puede modificar el género utilizando sufijos. De femenino a masculino se utiliza el sufijo -oi (pisica (fem) - pisoi (masc) = ‘gato’) y el proceso opuesto se logra con el sufijo -ică (lup (masc) - lupoaică (fem) = ‘loba’).
Número
El plural de los nombres se forma mediante los sufijos -i, -e y -uri, acompañados a veces de una modificación fonética en la raíz. Por ejemplo, stradă ‘calle’ pl. străzi ‘calles’; fată ‘muchacha’ pl. fete ‘muchachas’; frate ‘hermano’, pl. frați ‘hermanos’. 
La distribución de los sufijos de plural se ejemplifica en la tabla siguiente:
| Género    | Singular    | Plural | Ejemplos                                                                    |
| --------- | ----------- | ------ | --------------------------------------------------------------------------- |
| Femenino  | -ă          | -e     | casă ‘casa’, pl. case; măr ‘manzana’, pl. mere                              |
| Femenino  | -ă          | -i     | ușă ‘puerta’, pl. uși                                                       |
| Femenino  | -e          | -i     | carte ‘libro’, pl. cărți; familie ‘familia’, pl. familii                    |
| Femenino  | -ea         | -ele   | stea ‘estrella’, pl. stele                                                  |
| Masculino | -Consonante | -i     | pom ‘árbol’, pl. pomi; student ‘estudiante’, pl. studenți                   |
| Masculino | -e, -u, -ă  | -i     | pește ‘pez’, pl. pești ‘peces’; fiu ‘hijo’, pl. fii; tată ‘padre’, pl. tați |
| Neutro    | -Consonante | -e     | apartament ‘apartamento’, pl. apartamente; oraș ‘ciudad’, pl. orașe         |
| Neutro    | -Consonante | -uri   | drum ‘carretera’, pl. drumuri; pat ‘cama’, pl. paturi                       |
| Neutro    | -u          | -e     | teatru ‘teatro’, pl. teatre                                                 |
| Neutro    | -u          | -uri   | lucru ‘cosa’, pl. lucruri"                                                  |

#### Determinante
El rumano tiene un sistema de dos demostrativos: el de cercanía acest(a) (‘este’) y el de lejanía acel(a) (‘ese, aquel’). Se suele usar después del nombre, que debe aparecer en forma definida.
El artículo indeterminado es un (masc.) y o (fem.): un student ‘un estudiante’; o noapte ‘una noche’.
El artículo definido se expresa mediante un sufijo del nombre. Esta es una característica única entre las lenguas romances, pero se encuentra también en una lengua balcánica vecina, el búlgaro, lo que hace pensar en una influencia de adstrato.
El artículo definido varía según el género gramatical del nombre, de acuerdo con la siguiente tabla:
| Número   | Género             | Sufijo            | Ejemplos                                                                         |
| -------- | ------------------ | ----------------- | -------------------------------------------------------------------------------- |
| Singular | Masculino / Neutro | Cons. + -ul       | bărbat ‘hombre’ → bărbatul ‘el hombre’                                           |
| Singular | Masculino / Neutro | -i + -ul          | ochi ‘ojo’ → ochiul ‘el ojo’                                                     |
| Singular | Masculino / Neutro | -u + -l           | muzeu ‘museo’ → muzeul ‘el museo’                                                |
| Singular | Masculino / Neutro | -e + -le          | câine ‘perro’ → câinele ‘el perro’                                               |
| Singular | Femenino           | -ă → -a           | casă ‘casa’ → casa ‘la casa’                                                     |
| Singular | Femenino           | -e + -a           | noapte ‘noche’ → noaptea ‘la noche’                                              |
| Singular | Femenino           | -ie → -ia         | femeie ‘mujer’ → femeia ‘la mujer’                                               |
| Singular | Femenino           | -a, -ea, -i + -ua | stea ‘estrella’ → steaua ‘la estrella’; zi ‘día’ → ziua ‘el día’                 |
| Plural   | Masculino          | Plural + -i       | prieteni ‘amigos’ → prietenii ‘los amigos’                                       |
| Plural   | Femenino / Neutro  | Plural + -le      | cărți ‘libros’ → cărțile ‘los libros’; teatre ‘teatros’ → teatrele ‘los teatros’ |

Cuando el nombre va precedido por un adjetivo, el artículo se sufija normalmente al adjetivo: cf. bun student ‘buen estudiante’ y bunul student ‘el buen estudiante’.

#### Posesión
La posesión se expresa mediante el caso genitivo/dativo del artículo:
Cartea profesorului, 'El libro del profesor'
Presiunea cauciucurilor, 'La presión de los neumáticos'
Acoperișul casei, 'El tejado de la casa'
Existe también un adjetivo determinativo posesivo (masc./neu. al, pl. ai; fem. a, pl. ale ) que se usa cuando hay un adjetivo entre el nombre y el posesor, entre otros casos. Es muy común, sobre todo de forma coloquial, poner el sufijo -lui o -lei antes del sustantivo para facilitar pronunciación. Concuerda con el nombre que indica el objeto poseído. Por ejemplo:
Telefonul nou al profesorului, 'El teléfono nuevo del profesor'
Casa cea mare a părinților mei, 'La casa grande de mis padres'
La posesión pronominal se expresa mediante adjetivos posesivos que siguen al nombre, que debe estar en forma definida:
Fratele meu este student, 'Mi hermano es estudiante'
El vorbește cu prietenul său, 'Él está hablando con su amigo'

#### Pronombre personal
Los pronombres personales en función de sujeto se omiten, excepto en los casos de énfasis o de resalte informativo. Las formas de los pronombres personales se recogen en la siguiente tabla:
| Casos              | Primera persona | Primera persona | Segunda persona | Segunda persona | Tercera persona | Tercera persona | Tercera persona | Tercera persona |
| Casos              | Singular        | Plural          | Singular        | Plural          | Singular        | Singular        | Plural          | Plural          |
| ------------------ | --------------- | --------------- | --------------- | --------------- | --------------- | --------------- | --------------- | --------------- |
| Casos              | Singular        | Plural          | Singular        | Plural          | masc            | fem             | masc            | fem             |
| Nominativo         | eu              | noi             | tu              | voi             | el              | ea              | ei              | ele             |
| Acusativo (átono)  | mă (m-)         | ne              | te              | vă (v-)         | îl (l-)         | o               | îi (i-)         | le              |
| Acusativo (tónico) | mine            | noi             | tine            | voi             | el              | ea              | ei              | ele             |
| Dativo (átono)     | îmi (-mi)       | ne (-ni)        | îți (-ți)       | vă (v-, -vi)    | îi (-i)         | îi (-i)         | le, li          | le, li          |
| Dativo (tónico)    | mie             | nouă            | ție             | vouă            | lui             | ei              | lor             | lor             |

Las formas entre paréntesis de la tabla son las que se usan como clíticos, unidos fonéticamente a un verbo o a otro pronombre:
Mi-a explicat despre ce este vorba, ''Me ha explicado de qué trata'
Așteaptă-l la stație, 'Espéralo en la estación'
Las formas tónicas de los pronombres de acusativo se usan con preposiciones:
Cine te-a învățat pe tine să te porți astfel?, '¿Quién te ha enseñado a ti a portarte así?'
Ion este cu mine, 'Ion está conmigo'

#### El verbo
El rumano ha heredado del latín sus cuatro grupos verbales. Por otro lado, el rumano tiene seis formas distintas de expresar el tiempo futuro. Los infinitivos terminan en -are, -eare, -ere e -ire, y, al igual que las otras lenguas romances, se pueden usar como sustantivos. Normalmente los diccionarios ofrecen los infinitivos cortos, es decir, sin el sufijo -re, aunque también es correcto usar el infinitivo completo en enunciados, tanto en función de verbos como de sustantivos.

### Léxico
En cuanto al vocabulario representativo (básico) del rumano, la situación se presentaría así: 
- Elementos románicos, 81 %, de los cuales:
  - 70 % son latinos heredados
  - 5 %, franceses
  - 4 %, latinos eruditos
  - 2 %, italianos
- Formaciones internas, 3 % (la mayoría proveniente del latín)
- Eslavos, 14 %
- Otros, 2 %

Algunos investigadores expresaron sus dudas en lo que concierne a algunas palabras de origen eslavo o húngaro, puesto que podrían ser palabras autóctonas rumanas prestadas en esos idiomas. 
La influencia eslava fue debida no solo a las migraciones, sino también al período de adscripción de los ortodoxos rumanos a la Iglesia controlada por el patriarcado búlgaro. Una pequeña influencia eslava se observa tanto en el componente léxico como en el fonético de la lengua. Por ejemplo, al no tener el latín una palabra para expresar 'sí', el rumano tomó la expresión eslava da. Además, el rumano es la única lengua romance con el fonema /h/; aunque en diversos dialectos del español <j> se pronuncia [h], el fonema original castellano es /x/ y el occitano gascón pronuncia la f inicial como [h].
También cabe destacar que casi todas las actividades rurales tienen nombres procedentes del latín, mientras que aquellas relacionadas con la vida urbana fueron generalmente prestadas de otras lenguas (francés, italiano, alemán, inglés, húngaro, etc.).
Durante el siglo xix, el rumano tomó prestado léxico del francés y del italiano. Más adelante tomó del alemán y el inglés.
Actualmente la similitud léxica entre el rumano y el castellano alcanza el porcentaje de 71 %.

### Breve vocabulario
"rumano" (persona): român
"hola": salut o bună
"adiós": la revedere
"nos vemos": pa o ne vedem
"por favor": vă rog
"lo siento": îmi pare rău
"gracias": mulțumesc
"sí": da
"no": nu
"No entiendo": Nu înțeleg
"¿Dónde está el baño?": Unde este baia?
"Yo me llamo": Eu mă Numesc o Numele meu este...
"¿Hablas español?": Vorbești spaniola?
"¿Habla (usted) español?": Vorbiți spaniola?
"Felicidades": Felicitări o La mulți ani (Feliz Cumpleaños)
"Te amo": Te iubesc
"Mi amor": Iubirea mea

## Escritura
El alfabeto rumano está basado en el alfabeto latino y consta de las letras siguientes:
A, Ă, Â, B, C, D, E, F, G, H, I, Î, J, K, L, M, N, O, P, Q, R, S, Ș, T, Ț, U, V, W, X, Y, Z.
Las letras K, Q, W e Y solo se encuentran en palabras prestadas de otros idiomas, como kilogram, quasar, watt ('vatio') y yacht ('yate').
El alfabeto rumano es casi completamente fonético, con dos excepciones principales:
- Las letras â e î representan el mismo sonido: el de la vocal central cerrada no labializada /ɨ/. Se distinguen en que î se usa a principio y a final de palabra (începe 'empezar', omorî 'matar') y â en los demás casos (mâna 'mano').
- Varias formas de los pronombres personales y del verbo copulativo a fi 'ser' que comienzan por e- se pronuncian diptongadas [je]-; por ejemplo: eu ('yo'), este ('es') pronunciadas respectivamente [ieu], [ieste].

### Pronunciación
La tabla siguiente ilustra la pronunciación del rumano:
| Letra | Sonido                | Pronunciación aproximada                       | Ejemplos                         |
| ----- | --------------------- | ---------------------------------------------- | -------------------------------- |
| a     | [a]                   | a en caso                                      |                                  |
| ă     | [ə]                   | Vocal neutra, como la a del inglés above       |                                  |
| â, î  | [ɨ]                   | Sonido intermedio entre /i/ e /ɯ/              | mână ['mɨnə] 'mano'              |
| b     | [b]                   | b en barco                                     |                                  |
| c     | /k/ (ante -a, -o, -u) | c en casa                                      |                                  |
| c     | [ʧ] (ante -e, -i)     | ch en chico                                    | face ['faʧe] 'hacer'             |
| ch    | [k]                   | qu en queso                                    | chip [kip] 'rostro, cara'        |
| d     | [d]                   | d en dama                                      |                                  |
| e     | [e]                   | e en pelo                                      |                                  |
| e     | [e̯]                   | ([e] semivocal)                                | seară ['se̯arə] 'tarde'           |
| e     | [je]                  | ye- (en algunos casos al principio de palabra) | el ['jel] 'él'                   |
| f     | [f]                   | f en fábrica                                   | foc [fok] 'fuego'                |
| g     | [ɡ] (ante -a, -o, -u) | g en gasto                                     | galben ['galben] 'amarillo'      |
| g     | [ʤ] (ante -e, -i)     | g en inglés general                            | ger [ʤer] 'escarcha'             |
| gh    | [g]                   | gu en guerra                                   | ghid [gid] 'guía'                |
| h     | [h]                   | Aspirada, como en inglés hat                   | hârtie [hɨr'tie] 'papel'         |
| i     | [i]                   | i en cigarro                                   | mic [mik] 'pequeño'              |
| i     | [j]                   | i en piedra                                    | iarbă ['jarbə] 'hierba'          |
| i     | [ʲ]                   | Palatalización de la consonante final          | bani ['banʲ] 'dinero'            |
| j     | [ʒ]                   | g en francés gens                              | jos [ʒos] 'abajo'                |
| k     | [k]                   | k en "kilo"                                    | kilogram [kilo'gram] 'kilogramo' |
| l     | [l]                   | l en lado                                      |                                  |
| m     | [m]                   | m en mano                                      |                                  |
| n     | [n]                   | n en norte                                     | nimic [ni'mik] 'nada'            |
| o     | [o]                   | o en sol                                       |                                  |
| o     | [o̯]                   | /o/ semivocal                                  | noapte ['no̯apte] 'noche'         |
| p     | [p]                   | p en parte                                     |                                  |
| r     | [r]                   | r en cara                                      |                                  |
| s     | [s]                   | s en "sal"                                     |                                  |
| ș     | [ʃ]                   | sh en inglés (ship)                            | șapte ['ʃapte] 'siete'           |
| t     | [t]                   | t en tapa                                      |                                  |
| ț     | [ʦ]                   | zz en italiano (pizza)                         | țuică ['ʦwikə] 'orujo'           |
| u     | [u]                   | u en mucho                                     |                                  |
| u     | [w]                   | u semivocal en Paula                           | nouă ['nowə] 'nueve'             |
| v     | [v]                   | v en francés o italiano                        |                                  |
| x     | [ks]                  | x en sexo                                      |                                  |
| z     | [z]                   | z (s sonora) en inglés zipper                  | zid [zid] 'muro'                 |